# Percíctids
Els percíctids (Percichthyidae) són una família de peixos d'aigua dolça inclosa en l'ordre Perciformes.

## Taxonomia
Grup taxonòmicament poc definit, la seva composició en l'actualitat està discutida i sotmesa a canvis. S'agrupen en 11 gèneres segons FishBase en 2008, amb les següents espècies:
- Gènere Bostockia
  - Bostockia porosa (Castelnau, 1873)
- Gènere Coreoperca
  - Coreoperca herzi (Herzenstein, 1896)
  - Coreoperca kawamebari (Temminck y Schlegel, 1843)
  - Coreoperca loona (Wu, 1939)
  - Coreoperca whiteheadi (Boulenger, 1900)
- Gènere Edelia
  - Edelia vittata (Castelnau, 1873)
- Gènere Gadopsis
  - Gadopsis bispinosus (Sanger, 1984)
  - Gadopsis marmoratus (Richardson, 1848)
- Gènere Guyu
  - Guyu wujalwujalensis (Pusey y Kennard, 2001)
- Gènere Maccullochella
  - Maccullochella ikei (Rowland, 1986)
  - Maccullochella macquariensis (Cuvier, 1829)
  - Maccullochella peelii mariensis (Rowland, 1993)
  - Maccullochella peelii peelii (Mitchell, 1838)
- Gènere Macquaria
  - Macquaria ambigua (Richardson, 1845)
  - Macquaria australasica (Cuvier, 1830)
  - Macquaria colonorum (Günther, 1863)
  - Macquaria novemaculeata (Steindachner, 1866)
- Gènere Nannatherina
  - Nannatherina balsoni (Regan, 1906)
- Gènere Nannoperca
  - Nannoperca australis  (Günther, 1861)
  - Nannoperca obscura  (Klunzinger, 1872)
  - Nannoperca oxleyana  (Whitley, 1940)
  - Nannoperca variagata  (Kuiter y Allen, 1986)
- Gènere Percichthys
  - Percichthys chilensis (Girard, 1855)
  - Percichthys colhuapiensis (MacDonagh, 1955)
  - Percichthys laevis  (Jenyns, 1840)
  - Percichthys melanops  (Girard, 1855)
  - Percichthys trucha (Valenciennes, 1833)
- Gènere Siniperca
  - Siniperca chuatoi (Basilewsky, 1855)
  - Siniperca fortis (Lin, 1932)
  - Siniperca kneri (Garman, 1912)
  - Siniperca liuzhouensis (Zhou, Kong & Zhu, 1987)
  - Siniperca obscura (Nichols, 1930)
  - Siniperca roulei (Wu, 1930)
  - Siniperca scherzeri (Steindachner, 1892)
  - Siniperca undulata (Fang & Chong, 1932)
  - Siniperca vietnamensis (Mai, 1978)